# Whitey Skoog
Myer Upton "Whitey" Skoog (Duluth, Minnesota, 2 de noviembre de 1926-St. Peter, Minnesota, 4 de abril de 2019) fue un baloncestista estadounidense que disputó seis temporadas en la NBA, consiguiendo el anillo de campeón en las tres primeras. Con 1,80 metros de estatura, jugaba en la posición de base. Está considerado como el inventor del lanzamiento a canasta en suspensión.

## Trayectoria deportiva

### Universidad
Jugó durante tres temporadas con los Golden Gophers de la Universidad de Minnesota, en las que promedió 15,2 puntos por partido. Fue elegido en todas sus temporadas en el mejor quinteto de la Big Ten Conference, además de ser incluido en una ocasión en el segundo equipo All-American y en las otras dos en el tercero.

### Profesional
Fue elegido como elección territorial en la décima posición del Draft de la NBA de 1951 por Minneapolis Lakers, equipo en el que coincidió con grandes figuras de la época, como George Mikan, Jim Pollard, Vern Mikkelsen o Slater Martin. Siendo suplente de este último, ayudó con 6,7 puntos y 3,5 rebotes por partido a la consecución del que sería su primer anillo de campeón de la NBA. Este hecho se repetiría las dos temporadas siguientes, jugando cada vez más minutos.
En la temporada 1954-55 se hizo por fin con el puesto de titular, jugando su mejor campaña al año siguiente, cuando consiguió promediar 11,6 puntos, 4,0 rebotes y 3,5 asistencias por partido. Jugó una temporada más, antes de retirarse en 1957. En el total de su carrera promedió 8,2 puntos y 3,3 rebotes por encuentro.

## Estadísticas de su carrera en la NBA

### Temporada regular
| Temporada | Edad | Equipo      | Liga | P   | TIT | MIN  | TC  | TCA  | %TC  | 3P | 3PA | %3P | TL  | TLA | %TL  | R.OF. | R.DEF. | REB | ASIS | ROB | TAP | PER | FP  | PTS  |
| 1951-52   | 25   | Minneapolis | NBA  | 35  |     | 28.2 | 2.9 | 8.5  | .345 |    |     |     | 0.9 | 1.1 | .789 |       |        | 3.5 | 1.7  |     |     |     | 2.7 | 6.7  |
| 1952-53   | 26   | Minneapolis | NBA  | 68  |     | 14.6 | 1.5 | 3.9  | .386 |    |     |     | 0.7 | 0.9 | .754 |       |        | 1.8 | 1.2  |     |     |     | 2.0 | 3.7  |
| 1953-54   | 27   | Minneapolis | NBA  | 71  |     | 26.4 | 3.0 | 7.5  | .400 |    |     |     | 1.0 | 1.4 | .742 |       |        | 3.2 | 2.5  |     |     |     | 3.3 | 7.0  |
| 1954-55   | 28   | Minneapolis | NBA  | 72  |     | 32.8 | 4.6 | 11.6 | .395 |    |     |     | 1.7 | 2.2 | .806 |       |        | 4.2 | 3.5  |     |     |     | 3.7 | 10.9 |
| 1955-56   | 29   | Minneapolis | NBA  | 72  |     | 32.1 | 4.7 | 11.9 | .398 |    |     |     | 2.2 | 2.7 | .803 |       |        | 4.0 | 3.5  |     |     |     | 3.2 | 11.6 |
| 1956-57   | 30   | Minneapolis | NBA  | 23  |     | 28.5 | 3.4 | 9.6  | .355 |    |     |     | 1.9 | 2.0 | .936 |       |        | 3.1 | 3.3  |     |     |     | 2.8 | 8.7  |
| Total     |      |             | NBA  | 341 |     | 27.0 | 3.4 | 8.8  | .388 |    |     |     | 1.4 | 1.7 | .799 |       |        | 3.3 | 2.6  |     |     |     | 3.0 | 8.2  |

### Playoffs
| Temporada | Edad | Equipo      | Liga | P  | MIN | TCA | TC  | 3PA | 3P | TLA | TL | R.OF. | REB | ASIS | ROB | TAP | PER | FP  | PTS | %TC  | %3P | %FT  | MIN  | PTS  | REB | AST |
| 1952-53   | 26   | Minneapolis | NBA  | 11 | 198 | 24  | 56  |     |    | 16  | 20 |       | 23  | 13   |     |     |     | 29  | 64  | .429 |     | .800 | 18.0 | 5.8  | 2.1 | 1.2 |
| 1953-54   | 27   | Minneapolis | NBA  | 13 | 402 | 42  | 107 |     |    | 12  | 21 |       | 47  | 23   |     |     |     | 60  | 96  | .393 |     | .571 | 30.9 | 7.4  | 3.6 | 1.8 |
| 1954-55   | 28   | Minneapolis | NBA  | 7  | 241 | 36  | 92  |     |    | 19  | 21 |       | 37  | 16   |     |     |     | 30  | 91  | .391 |     | .905 | 34.4 | 13.0 | 5.3 | 2.3 |
| 1955-56   | 29   | Minneapolis | NBA  | 3  | 90  | 13  | 31  |     |    | 3   | 11 |       | 18  | 18   |     |     |     | 11  | 29  | .419 |     | .273 | 30.0 | 9.7  | 6.0 | 6.0 |
| Total     |      |             | NBA  | 34 | 931 | 115 | 286 |     |    | 50  | 73 |       | 125 | 70   |     |     |     | 130 | 280 | .402 |     | .685 | 27.4 | 8.2  | 3.7 | 2.1 |

## Curiosidades
- Su primer contrato profesional fue de 15 000 dólares anuales.[2]
- Su apodo, "Whitey", se lo puso un periodista cuando jugaba al baloncesto en su época del servicio militar, debido al color extremadamente blanquecino de su piel.[2]